# Mirza Gulám Ahmad
Mirza Gulám Ahmad (urdsky مرزا غلام احمد‎; 13. února 1835 Qadian – 26. května 1908 Láhaur) byl indický islámský náboženský vůdce, zakladatel hnutí ahmadíja. Tvrdil, že je pověřeným mesiášem (mahdím) v Ježíšově podobě a obnovitelem islámu.
Narodil se v prominentní rodině, stal se spisovatelem a debatérem a podle svého tvrzení od asi 40 let věku přijímal boží zjevení. Roku 1889 přijal přísahu věrnosti od asi 40 následovníků a vytvořil náboženskou komunitu, nazývanou dnes ahmadíja. Jejím cílem měla být obnova víry v jediného Boha, obnova islámu morální reformou společnosti podle islámských ideálů a globální šíření islámu v jeho nejčistší podobě. Na rozdíl od křesťanské a islámské tradice Mirza Gulám Ahmad učil, že Ježíš (Isa) přežil křižování a zemřel později přirozenou smrtí.
Během svého života získal Mirza Gulám Ahmad velké množství přívrženců (v době své smrti jich měl asi 400 000), ale vzbudil nepřátelství tradičního muslimského kléru. Účastnil se množství veřejných debat s křesťanskými, muslimskými i hinduistickými oponenty. Byl také plodným autorem a napsal přes 90 knih na náboženská a mravní témata. Zastával nenásilné šíření islámu a ozbrojený džihád připouštěl pouze jako krajní obranný prostředek.